# Tour du district de Santarém
Le Tour du district de Santarém (en portugais : Volta ao Distrito de Santarém) est une course cycliste par étapes portugaise disputée dans le district de Santarém. Créé en 1997, il a intégré l'UCI Europe Tour dans la catégorie 2.1 en 2006. 
La course a porté plusieurs noms dans son histoire :
- ? (1997-1998)
- GP Internacional Telecom (1999)[2]
- GP Portugal Telecom (2000)[2]
- GP Mosqueteiros-Rota do Marquês (2001-2003)[1],[2]
- GP Estremadura-RTP (2004)[3],[2]
- GP Internacional do Oeste RTP (2005)[4],[2]
- Volta ao Distrito de Santarém (2006-2008)[5],[2]

## Palmarès
| Année                                    | Vainqueur                 | Deuxième              | Troisième               |
| ---------------------------------------- | ------------------------- | --------------------- | ----------------------- |
| 1997                                     | Saulius Sarkauskas        | Cândido Barbosa       | Jeremy Hunt             |
| 1998                                     | Cândido Barbosa           | Jacek Mickiewicz      | Manuel Pedro Liberato   |
| Gran Premio Internacional Telecom        |                           |                       |                         |
| 1999                                     | Paolo Lanfranchi          | Mikel Pradera         | Felice Puttini          |
| Gran Premio Portugal Telecom             |                           |                       |                         |
| 2000                                     | José Azevedo              | José Alberto Martínez | Aitor Osa               |
| Gran Premio Mosqueteros-Ruta del Marqués |                           |                       |                         |
| 2001                                     | Igor González de Galdeano | Vitor Manuel Gomes    | Melcior Mauri           |
| 2002                                     | Rui Lavarinhas            | Joan Horrach          | Bruno Castanheira       |
| 2003                                     | Cândido Barbosa           | Alexei Markov         | Claus Michael Møller    |
| Gran Premio Estremadura-RTP              |                           |                       |                         |
| 2004                                     | Carlos García Quesada     | Cândido Barbosa       | José Adrián Bonilla     |
| Gran Premio Internacional del Oeste RTP  |                           |                       |                         |
| 2005                                     | Cândido Barbosa           | Aitor Pérez Arrieta   | Carlos Castaño Panadero |
| Vuelta al Distrito de Santarém           |                           |                       |                         |
| 2006                                     | Lars Boom                 | Ben Day               | Manuel Lloret           |
| 2007                                     | Robert Hunter             | Martín Garrido        | Lars Boom               |
| 2008                                     | Maurizio Biondo           | László Bodrogi        | Andreas Klöden          |